# 합포 해전
합포 해전(合浦海戰)은 옥포 해전이 벌어진 당일(선조 25년 음력 5월 7일) 오후에 있었던 전투이다. 이 전투에서 조선 수군은 아직 옥포 해전의 소식을 접하지 못한 왜군의 소함대(5척)를 전멸시켰다.